# 所有你想要的
《所有你想要的》是麥田守望者樂隊的第一張精選唱片，收纳了重新缩混和母带处理的老歌，及未曾公开的影像。该唱片获得第七届金唱片奖的摇滚类最佳专辑奖。

## 曲目
CD
1. 所有你想要的
2. 无题
3. 牺牲
4. 在路上
5. 节日气氛
6. 无题2
7. OK？！
8. 时间潜艇
9. 当你在哭
10. Please
11. 英雄
12. 我们的世界
13. 白夜
14. 崩溃
15. Green
16. 所有……
17. 弧线
18. The Perfect Day(Demo)
19. 我们的世界(DJ Hunter Remix)

DVD
一、音乐录影带：
1. 绿野仙踪
2. 电子祝福
3. Super Star
4. 我们的世界
5. 一意孤行
6. The Perfect Day
7. Green
8. 所有你想要的

二、现场：
1. 在路上（张亚东）
2. 无题2（刘恩）
3. 刺客（麦田守望者）
4. My Sunday（麦田守望者）
5. My Sunday2（麦田守望者）
6. Super Star（火星电台）
7. 绿野仙踪（蛋糕炸弹）
8. 在路上（风林火山）
9. 电子祝福（波澜童话）
10. 无题2（NC）
11. 崩溃（麦田守望者&肖楠）
12. 当你在哭（麦田守望者）
13. 自私（麦田守望者）(Easter Egg)

三、纪录：
1. 关于the CIR
2. 毛毛虫大乐队
3. 关于（我们的世界）
4. 森林守望者
5. 倾听天堂雨林

四、相册：
1. 历年照片(1994-2007)